# Кхомас
Кхомас (англ. Khomas Region, готтентотск. — Холмистая страна) — является одной из 14 административных областей Намибии. Расположена в самом центре страны, включает в себя столицу Намибии Виндхук. Площадь области Кхомас составляет 37 007 км². Численность населения 342 141 человек (на 2011 год), что составляет приблизительно 15 % от населения всей страны. Административный центр — город Виндхук.
Регион Кхомас со столицей Виндхуком — политический, экономический, образовательный и транспортный центр страны.

## География
В географическом отношении значительную часть области Кхомас представляет собой плато Кхомас, к которому прилегают горные хребты Ауа и Эрос, восточнее и юго-восточнее Виндхука. Северо-западнее столицы лежит заповедник Даан-Вилджун, часто посещаемый жителями Виндхука и туристами.

## Население
Кхомас является наиболее плотно заселённой областью Намибии.

## Административное деление
В административном отношении Кхомас разделена на 10 избирательных районов:
- John Pandeni
- Katutura Central
- Katutura East
- Khomasdal
- Moses ǁGaroeb
- Samora Machel
- Tobias Hainyeko
- Windhoek East
- Windhoek Rural
- Windhoek West